# 마시는 구슬젤리
마시는 구슬젤리는 롯데제과에서 만든 구슬 젤리이다.

## 구성

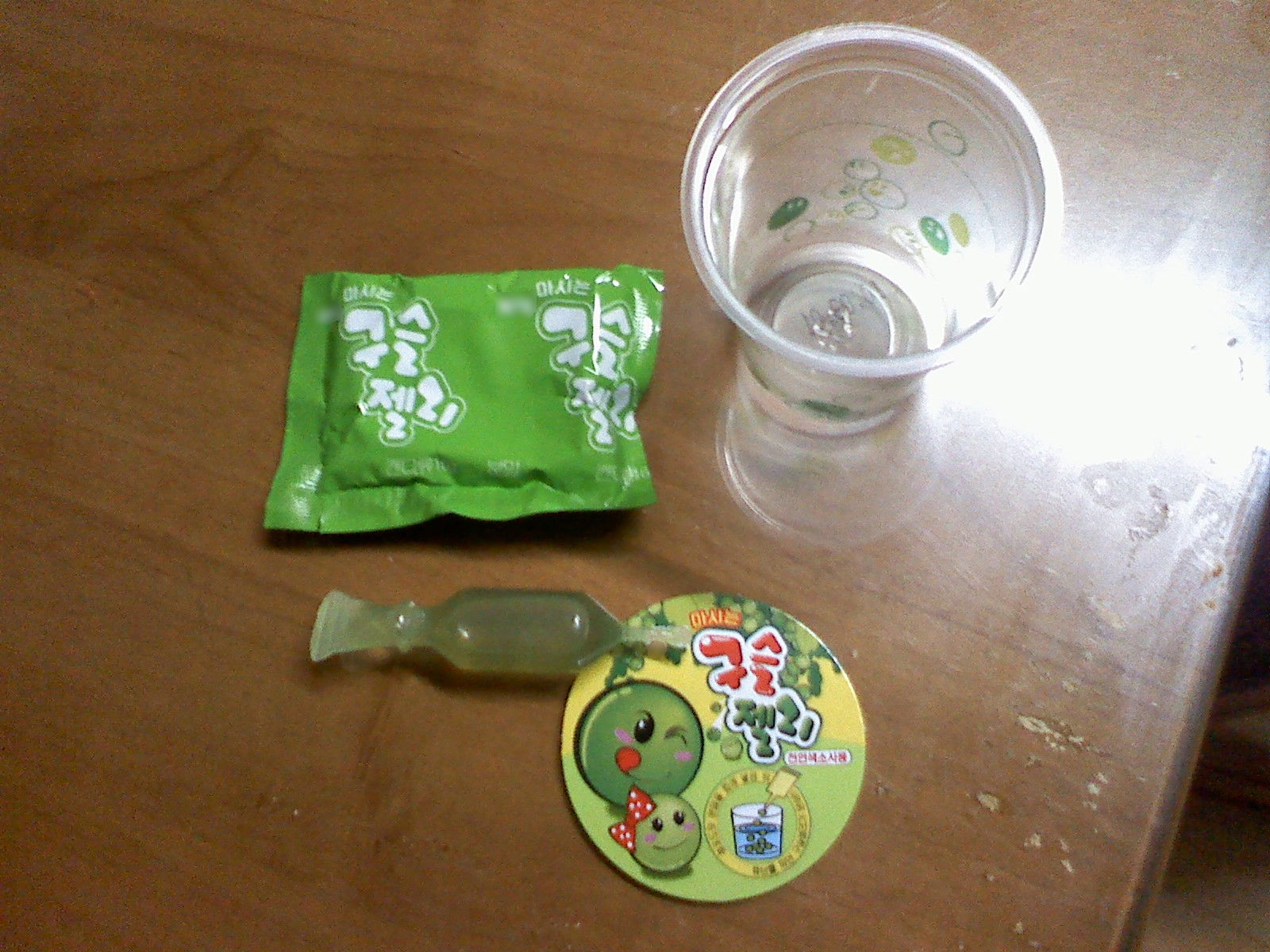
마시는 구슬젤리의 구성

컵, 구슬 젤리를 만들 수 있는 스프와 젤리 튜브가 들어 있다.

## 만드는 과정
1. 컵 안의 구성을 꺼낸다.
2. 물을 컵에 그어진 기준선까지 붓는다.
3. 스프를 물에 탄다.

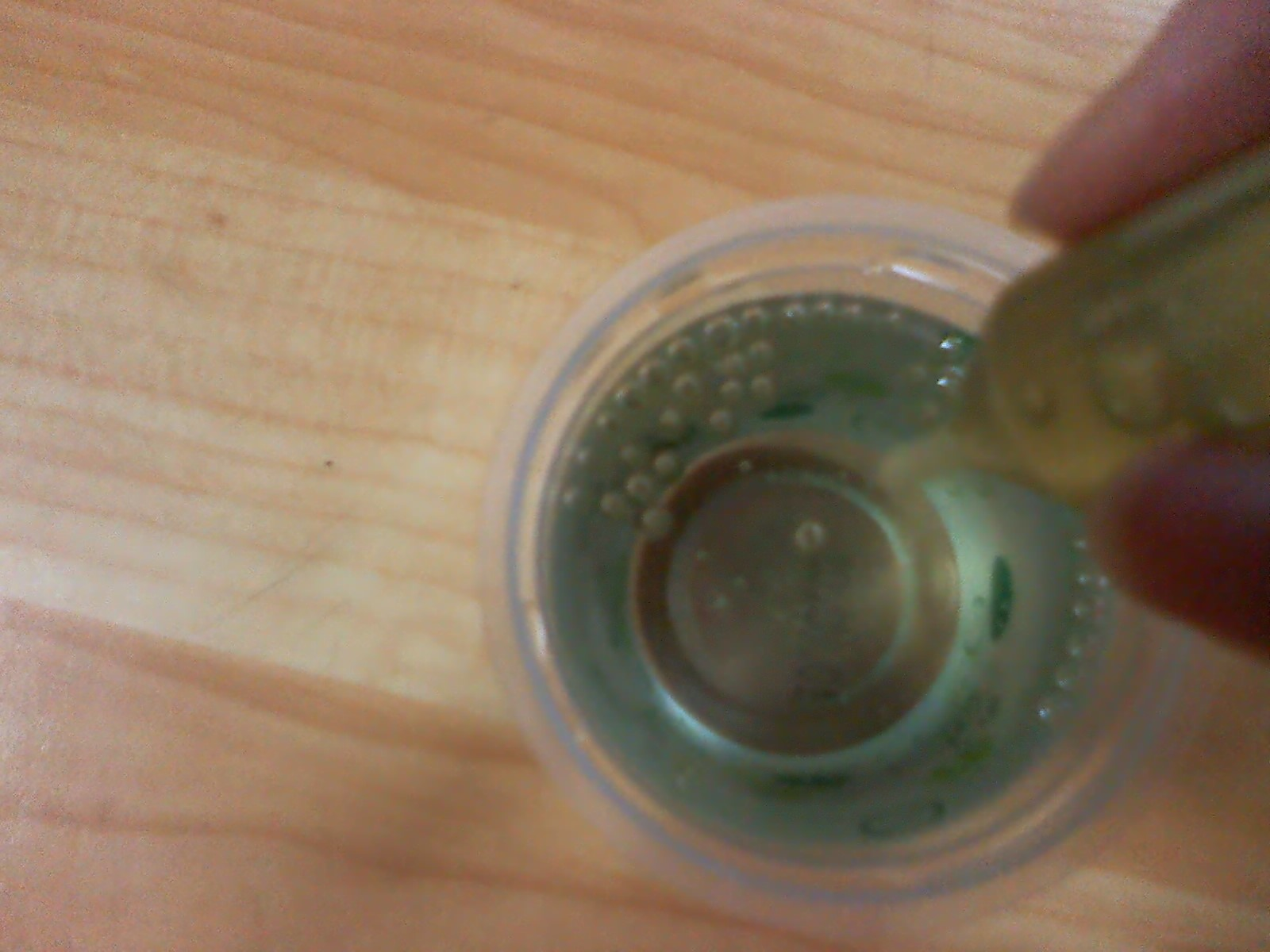
마시는 구슬젤리를 만드는 과정

4. 젤리 튜브를 한 방울씩 물에 떨어트린다.

## 참고
1. ↑  마시는구슬젤리(롯데)[깨진 링크(과거 내용 찾기)]